# Lasioglossum argammon
Lasioglossum argammon (лат.) — вид одиночных пчёл рода Lasioglossum из семейства Halictidae (Halictinae). Название argammon образовано от латинизированных греческих слов «argos» («яркий», «белый») и «ammon» («из песков»). Это связано с ограниченным распространением этого вида только в Национальном памятнике «Белые пески» (White Sands National Monument) и вокруг него.

## Распространение
Северная Америка: США. Обитают в песчаных дюнах White Sands Desert в штате Нью-Мексико и в Техасе.

## Описание
Мелкие пчёлы длиной около 5 мм. Голова и грудь тёмные с голубовато-зеленоватым металлическим блеском; брюшко рыжевато-коричневое. От близких видов отличается следующими признаками: относительно длинное лицо (соотношение длины и ширина ~ 0,91), эпистернум и тергиты метасомы большей частью покрыты плотным войлоком волосков, передняя поверхность тергита Т1 и передняя часть скутума с тусклой микроскульптурой, лоб блестящий с плотными, но четко разделенными точками, мезосома в основном густо пунктирована с более редкими точками (i = 1-3 pd), ограниченными до субмедиальной области скутума и скутеллюма, тергиты метасомы тонко и редко пунктированные. В переднем крыле 3 субмаргинальные ячейки. Одиночные пчёлы, гнездятся в почве. Вид был впервые описан в 2020 году канадскими энтомологами Джоэлем Гарднером (Joel Gardner) и Джейсоном Гиббсом (Jason Gibbs, Department of Entomology, Манитобский университет, Виннипег, Манитоба, Канада) и отнесён к подроду Dialictus. Обнаружены на цветках растений семейства Brassicaceae.